# سفارة أوكرانيا في كوبا
سفارة أوكرانيا في كوبا هي أرفع تمثيل دبلوماسي لدولة أوكرانيا لدى كوبا تقع السفارة في هافانا وهي تهدف لتعزيز المصالح الأوكرانية في كوبا.

## وصلات خارجية
- قائمة سفارات أوكرانيا
- قائمة السفارات في كوبا